# You Shook Me
You Shook Me är en bluessång skriven av Willie Dixon och J. B. Lenoir.

## Led Zeppelins version
Inspelad 1969 av Led Zeppelin och är med på musikalbumet Led Zeppelin. Endast någon månad innan Led Zeppelin spelade in sin version hade Jimmy Pages tidigare vän från Yardbirds, Jeff Beck, spelat in You Shook Me.